# Dubai Meydan City
Dubai Meydan City ist eine aktuell entstehende Stadt in Dubai, Vereinigte Arabische Emirate.

## Daten
Sie hat eine Fläche von 3,7 Millionen m². Im Jahr 2012 soll der Bau abgeschlossen sein. Die Meydan Pferderennbahn wurde bereits am 27. März 2010 eröffnet. Sie liegt südwestlich von Bu Kadra.

## Geschichte
Frühe Informationen zu diesem Projekt, das von Muhammad bin Raschid Al Maktum initiiert wurde, waren Ende März 2007 bekannt. Die Meydan City Corporation widmet sich unter Leitung von CEO Saeed Humaid Al Tayer der Realisierung und Vermarktung des Projektes.  Der Masterplan für dieses Projekt wurde von dem Planungsbüro TAK erarbeitet. Aus der Planinformationen ist bekannt, dass sich das Gelände in Hotelpark und andere Freizeitbereiche gliedert. Zur Infrastruktur sind neben dem Straßennetz zahlreiche Wasserwege vorgesehen, die über einen Kanal mit dem Meer in Verbindung stehen.